# Proto-Villanovakultur

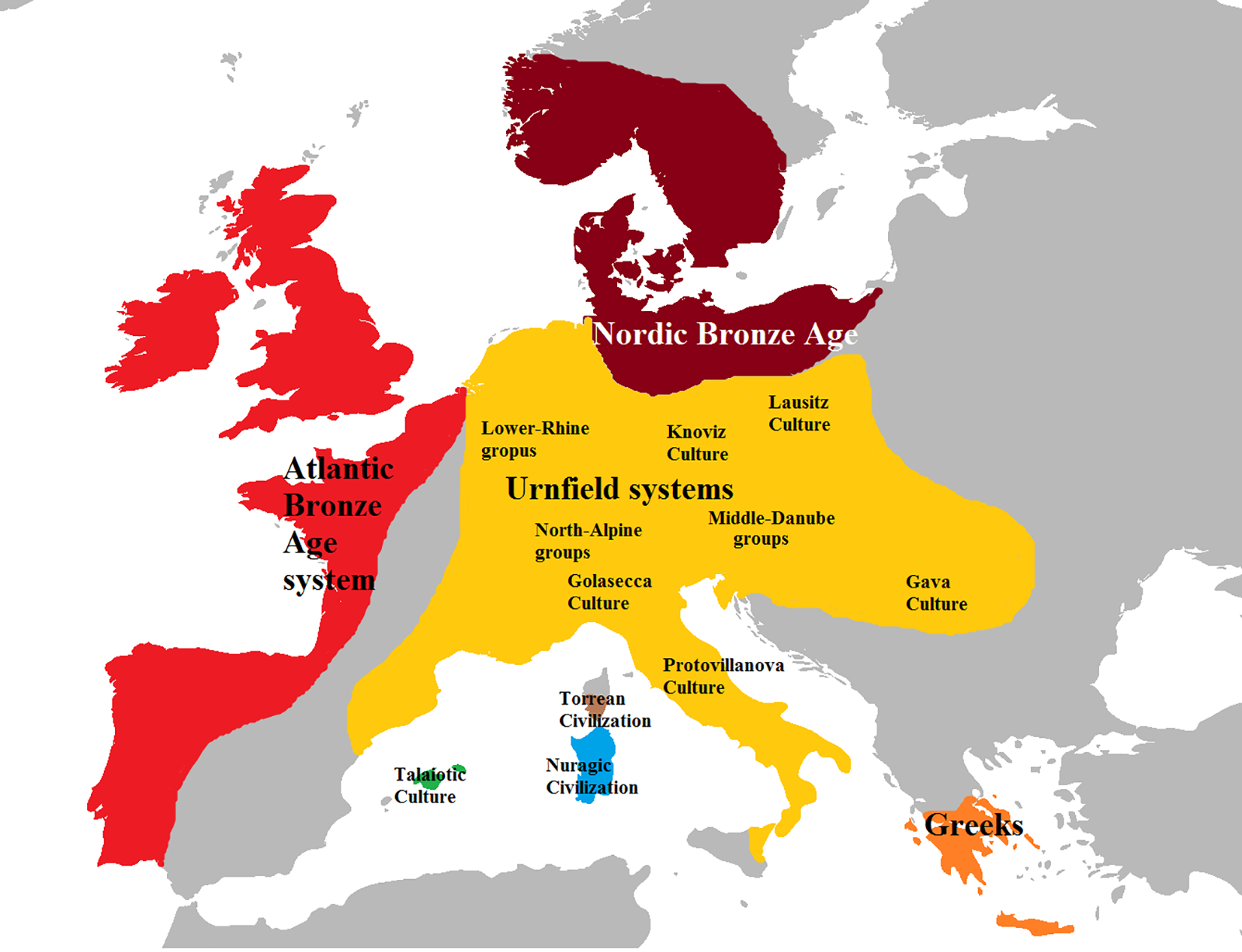
Die Verbreitung der Urnenkultur am Ende der Bronzezeit

Die Proto-Villanovakultur ist eine spätbronzezeitliche archäologische Kultur, die zwischen ca. 1175 v. Chr. und 960 v. Chr. bestand. Sie war Teil des mitteleuropäischen Systems der Urnenfelderkultur (1300 v. Chr. bis 750 v. Chr.) und ist durch das Bestattungsritual der Verbrennung gekennzeichnet. Ihr Ausbreitungsgebiet erstreckte sich über weite Teile Italiens, einschließlich Ostsiziliens und der Äolischen Inseln.

## Geschichte

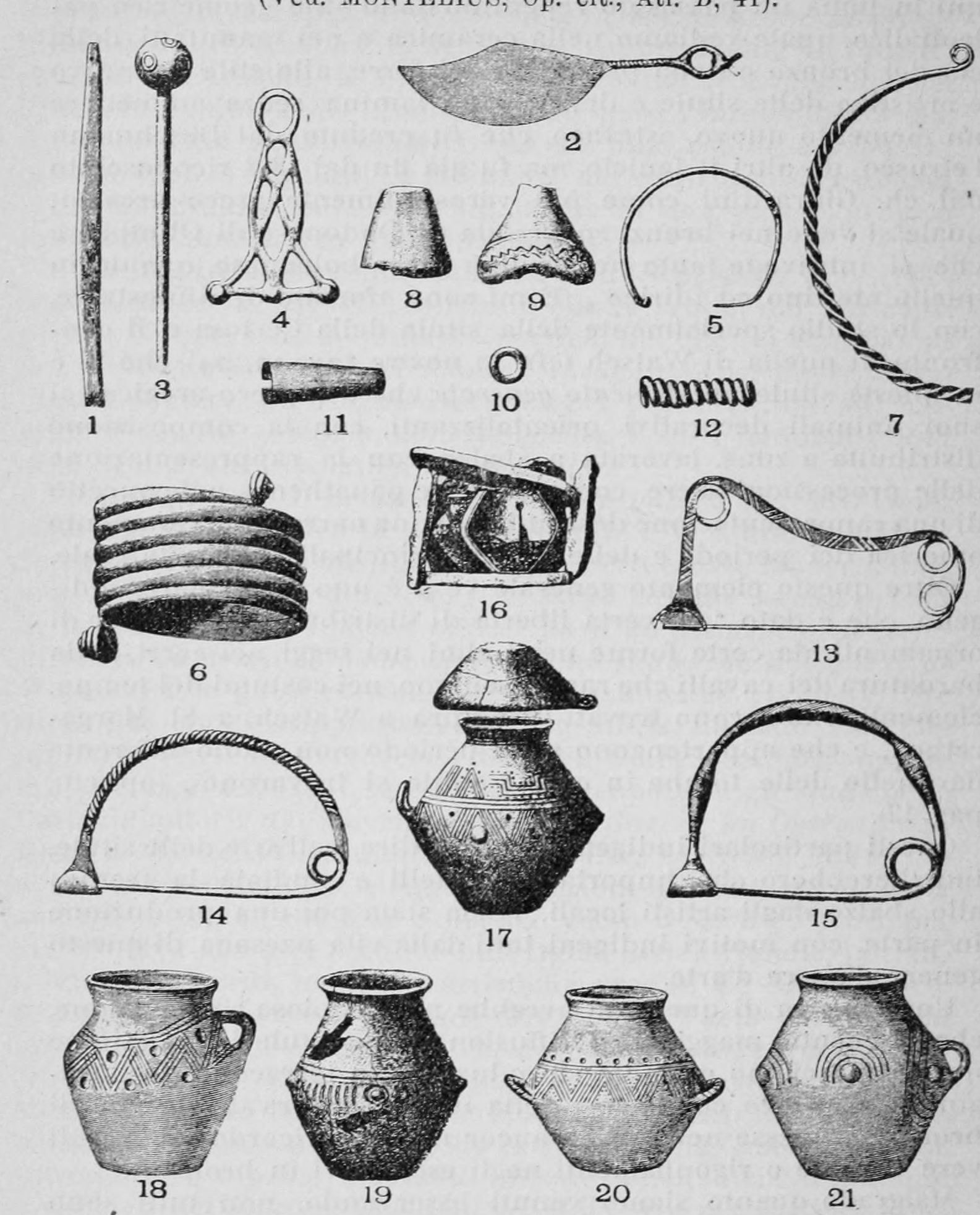
Funde aus der Nekropole von Bismantova (RE)

Die Proto-Villanovakultur war Teil des mitteleuropäischen Urnenfelder-Kultursystems. Es wurden auch Ähnlichkeiten mit den regionalen Gruppen von Bayern-Oberösterreich und der mittleren Donau festgestellt.
Eine andere Hypothese besagt jedoch, dass es sich um eine Ableitung aus der früheren Terramare-Kultur der Po-Ebene handelte. Verschiedene Autoren, wie z. B. Marija Gimbutas, brachten diese Kultur mit der Ankunft oder der Ausbreitung der Proto-Italiker auf der italienischen Halbinsel in Verbindung.

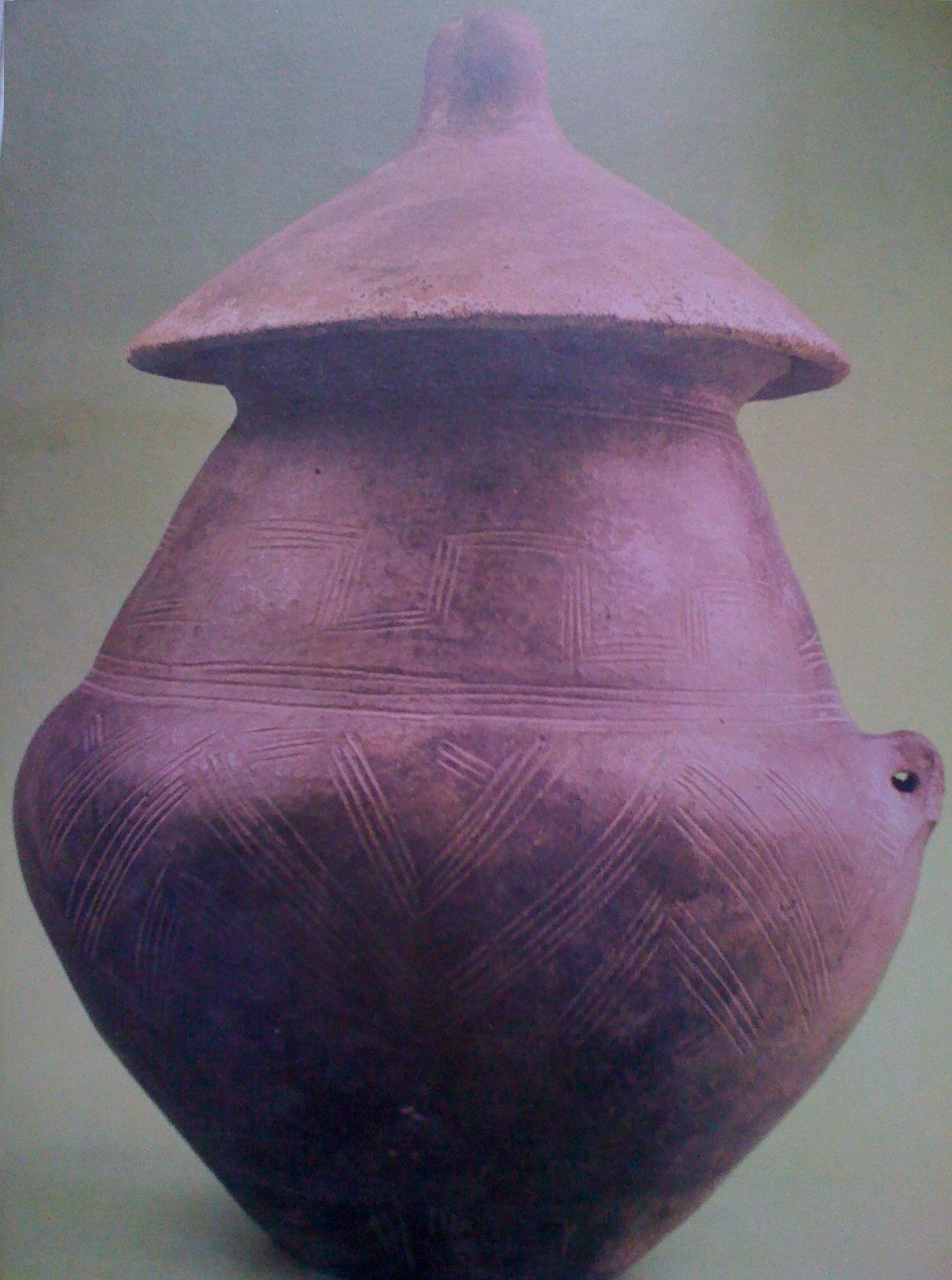
Protovillanovische Aschenurne aus dem Gräberfeld von Poggio della Pozza, das auf die Siedlung Monte Rovello bei Allumiere in den Tolfa-Bergen (Latium) aus dem 11. Jahrhundert v. Chr. verweist.

Proto-Villanova-Stätten gibt es überall auf der italienischen Halbinsel, vor allem im nördlichen und mittleren Teil, aber auch in geringerem Maße in Süditalien und Ostsizilien. Zu den wichtigsten dieser Stätten gehören: Frattesina (Venetien), Bismantova und Ripa Calbana (Emilia-Romagna), Cetona und Saturnia (Toskana), Tolfaberge (Latium), Genga (Marken) und Ancona (Marken), Ortucchio (Abruzzen), Timmari (Basilikata), Canosa di Puglia (Apulien), Tropea (Kalabrien) und Milazzo (Sizilien).
Die meist kleinen Siedlungen wurden im Allgemeinen auf Hügeln errichtet und mit Befestigungen umgeben. Die Wirtschaft basierte hauptsächlich auf landwirtschaftlichen Aktivitäten, Metallurgie und Handel.
Die Proto-Villanovaner praktizierten die Feuerbestattung. Die Asche wurde in bikonischen Urnen beigesetzt, die oft mit geometrischen Mustern verziert waren, und dann in der Erde beigesetzt wurden.

## Regionalisierung
Nach einer Periode beträchtlicher Einheitlichkeit von Norden nach Süden zeigt die Proto-Villanovakultur einen Prozess der Regionalisierung. Ab ca. 950 v. Chr. entstanden neue regionale Kulturen wie die Villanovakultur, die Este-Kultur und die Latiale Kultur. Diese neuen Kulturen wiesen zwar viele Gemeinsamkeiten mit der vorangegangenen Proto-Villanovakultur auf, insbesondere bei den Bestattungsbräuchen, aber auch eigene Innovationen.

## Genetik
Eine genetische Studie, die im November 2019 in Science veröffentlicht wurde, untersuchte die Überreste einer Frau aus der Proto-Villanovakultur, die zwischen ca. 930 v. Chr. und 839 v. Chr. in Martinsicuro, Italien, im Gebiet der Picentes bestattet wurde. Sie trug die mütterliche Haplogruppe U5a2b.